# Le Sserafim
Le Sserafim (кор. 르세라핌, Reuserapim; вимовляється як: Ле Серафім) — південнокорейський жіночий гурт, сформований у 2022 році компаніями Source Music і Hybe Corporation. Оригінальний склад гурту складався із шести учасниць: Сакура, Чевон, Юнджін, Казуха, Инче та Ґарам. Дебют гурту відбувся 2 травня 2022 року з мініальбомом Fearless. Вважається першим жіночим гуртом Hybe. Кім Ґарам залишила гурт 20 липня 2022 року після закінчення терміну дії її ексклюзивного контракту.

## Назва
Назва гурту — це анаграма від фрази «I'm Fearless» (укр. «Я безстрашна»). Її придумав засновник Hybe Бан Шіхьок.

## Кар'єра

### Предебют
У 2011 році Сакура дебютувала як актриса у фільмі Ano Hito Ano Hi. У тому ж році вона приєдналася до японської ідол-гурту HKT48 як стажувальниця першого покоління. У 2012 році вона стала повноправною учасницею команди H, а у 2014 році була переведена до команди KIV. Пропрацювавши у гурті 10 років, 27 червня 2021 Сакура офіційно його покинула.
У 2018 році Сакура, Чевон та Юнджін брали участь у реаліті-шоу на виживання Produce 48. Юнджін представляла Pledis Entertainment, Чевон — Woollim Entertainment. Юнджін вибула в 11-му епізоді, посівши 26 місце. Посівши відповідно друге та 10-те місця, Сакура та Чхюевон були включені до фінального складу жіночого проектного гурту IZ*ONE. Цей гурт було розпущено 29 квітня 2021 року.
Казуха до участі у Le Sserafim була професійною балериною, і її розшукали, коли вона навчалася у Нідерландах.

### 2022: дебют зFearless
14 березня 2022 року Source Music оголосили, що у співпраці з Hybe вони планують створити новий жіночий гурт, учасницями якого будуть Міявакі Сакура та Кім Чевон. 21 березня Hybe підтвердили, що гурт дебютує у травні.
З 4 по 9 квітня відбувалося представлення тизерів майбутніх учасниць гурту. 13 квітня Source Music оголосили, що свій дебютний мініальбом Fearless Le Sserafim випустять 2 травня. Кількість попередніх замовлень альбому за сім днів перевищила 270 тис. копій та 380 тис. копій — за 16 днів. У перший тиждень після релізу було продано ще 300 ти. фізичних копій, шо на той момент стало найкращим результатом для дебютного релізу жіночого гурту.
2 травня відбувся реліз першого мініальбому Fearless з однойменною головною композицією. Ця композиція опинилась у чарті «Global Top 200» Spotify, а також на верхівках чартів Кореї, Таїланду, Малайзії, Сінгапуру і Тайваню.
Також 2 травня представлено музичне відео на «Fearless», що за 19 годин набрало більше 10 млн переглядів на платформі YouTube.
Того ж дня відбувся дебютний шоукейс, що також транслювався онлайн, де учасниці виступили з піснями «Fearless» та «Blue Flame». З цими ж піснями гурт просувався на корейських музичних телешоу, а також з'являвся на публічних заходах. Сценічний дебют гурту відбувся на телешоу телеканалу Mnet M Countdown.

## Учасниці

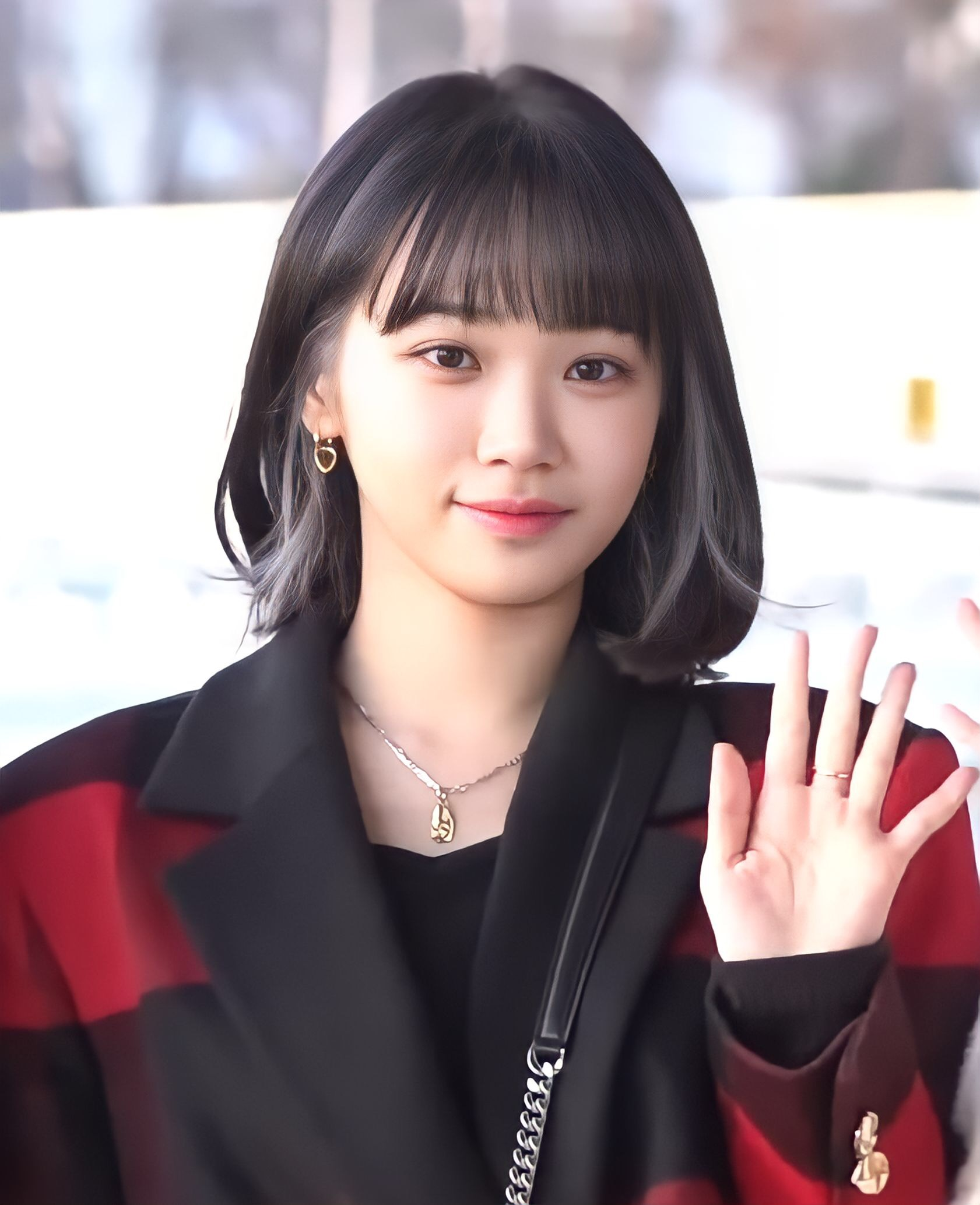
Чевон
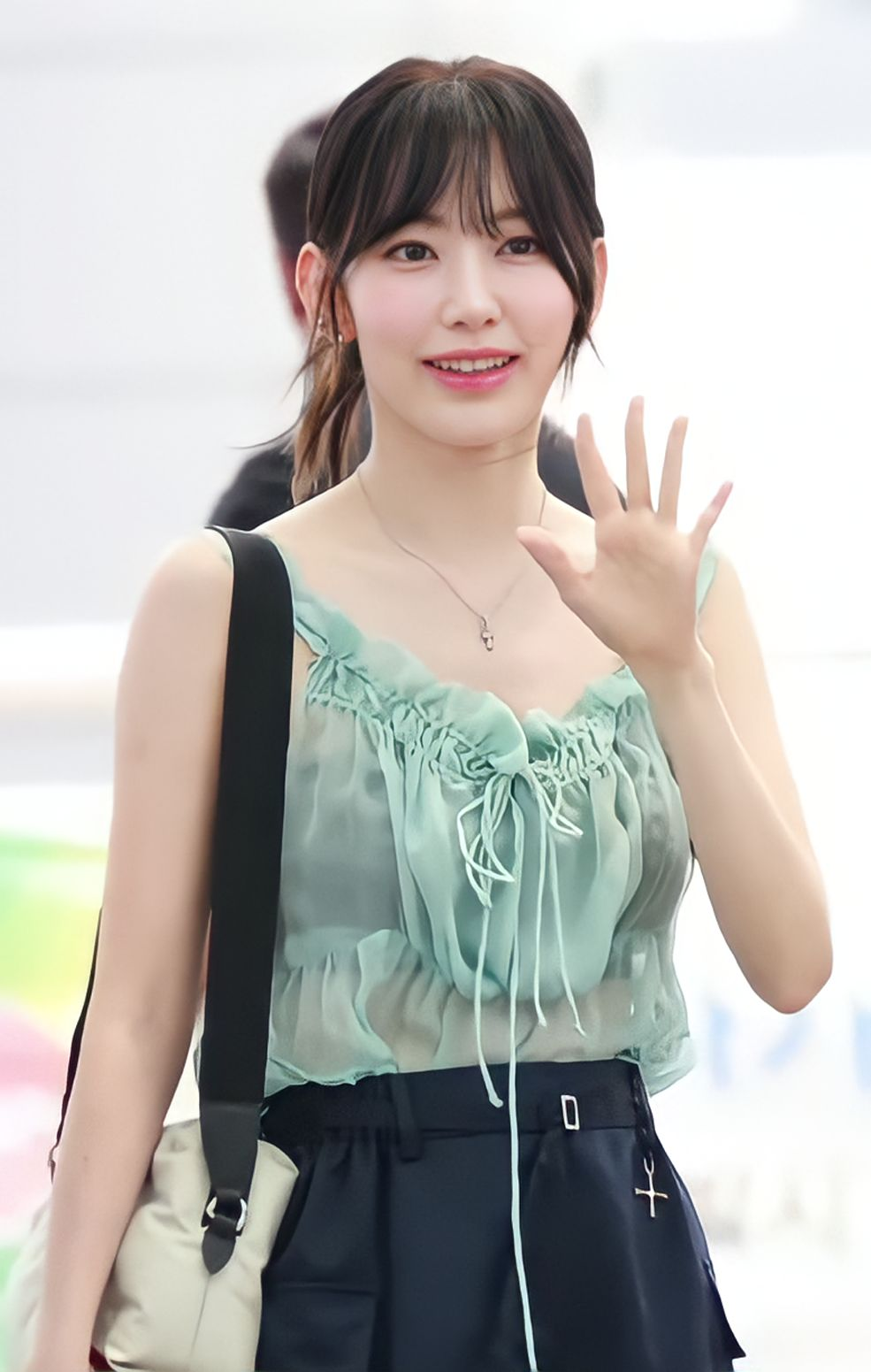
Сакура
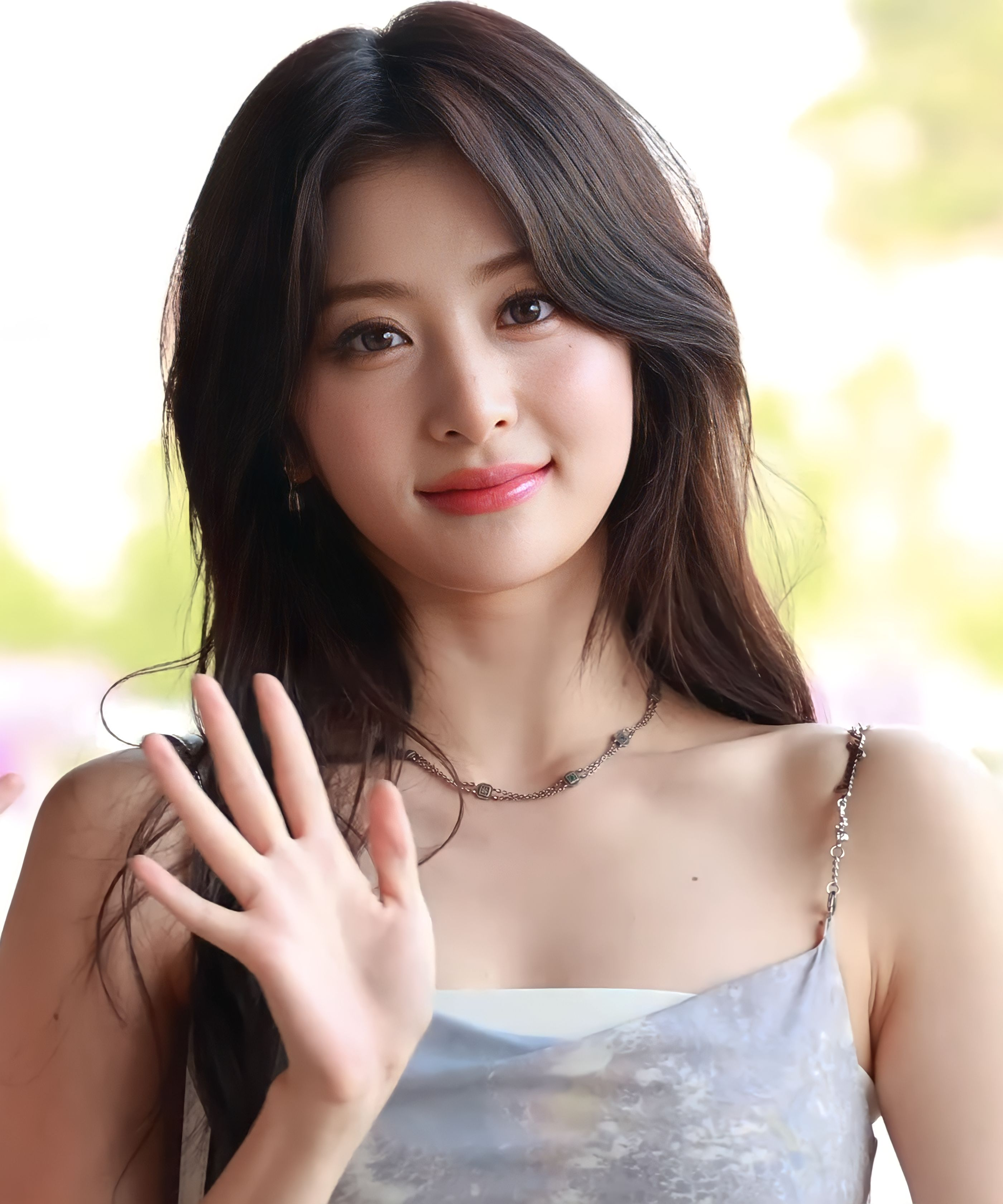
Юнджін
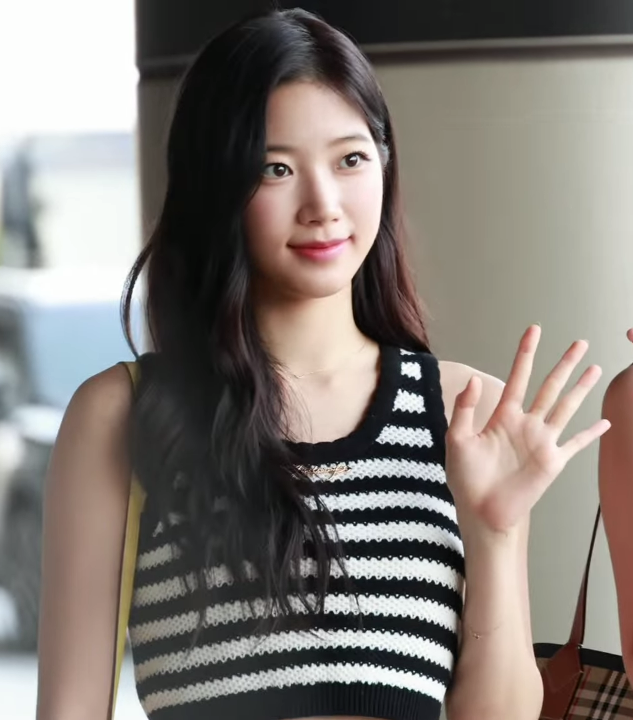
Казуха
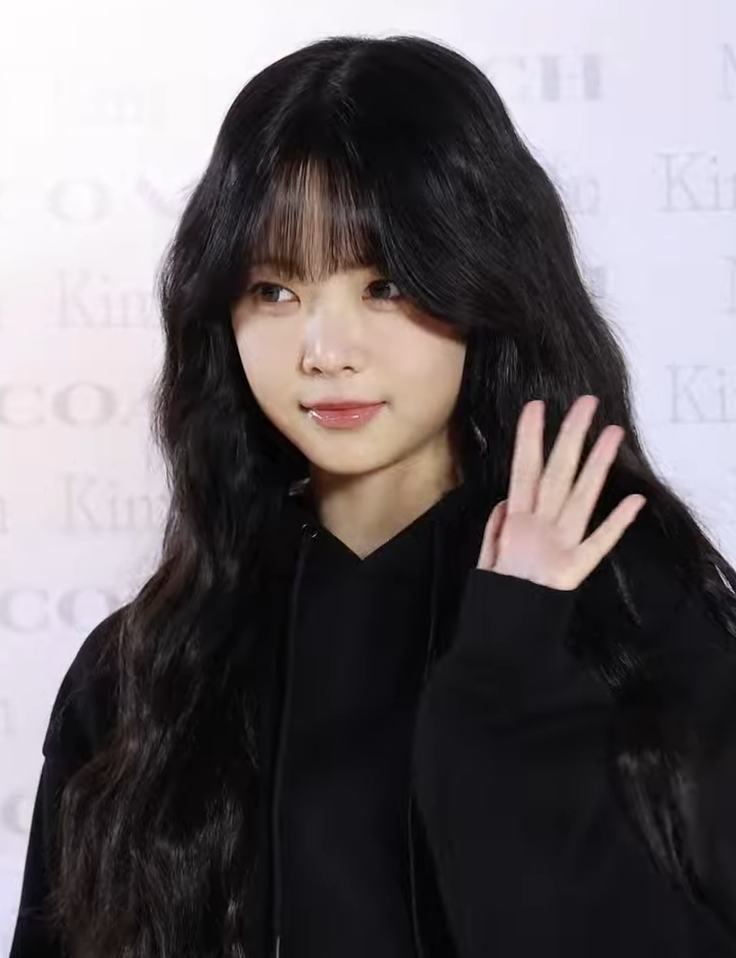
Инче

| Сценічний псевдонім | Сценічний псевдонім | Справжнє ім'я    | Справжнє ім'я      | Дата народження              | Позиція                          |
| Українською         | Латиницею           | Українською      | Хангиль / Японська | Дата народження              | Позиція                          |
| ------------------- | ------------------- | ---------------- | ------------------ | ---------------------------- | -------------------------------- |
| Чевон               | Chaewon             | Кім Чхе Вон      | 김채원             | 1 червня 2000 (25 років)     | Лідерка, вокалістка, танцюристка |
| Сакура              | Sakura              | Міявакі Сакура   | 宮脇 咲良          | 19 березня 1998 (27 років)   | Вокалістка, реперка              |
| Юнджін              | Yunjin              | Хо Юн Джін       | 허윤진             | 8 жовтня 2000 (24 роки)      | Вокалістка, танцюристка          |
| Казуха              | Kazuha              | Накамура Кадзуха | 中村 一葉          | 9 серпня 2003 (21 рік)       | Реперка, вокалістка, танцюристка |
| Инче                | Eunchae             | Хон Ин Че        | 홍은채             | 10 листопада 2006 (18 років) | Танцюристка, вокалістка, макне   |
| Колишня учасниця    |                     |                  |                    |                              |                                  |
| Ґарам               | Garam               | Кім Ґа Рам       | 김가람             | 16 листопада 2005 (19 років) | Вокалістка                       |

## Дискографія

### Студійні альбоми
| Назва      | Деталі альбому                                                                                             | Пікові позиції у чартах | Пікові позиції у чартах | Пікові позиції у чартах | Пікові позиції у чартах | Пікові позиції у чартах | Пікові позиції у чартах | Пікові позиції у чартах | Пікові позиції у чартах | Пікові позиції у чартах | Продажі                                                                                   |
| Назва      | Деталі альбому                                                                                             | KOR                     | BEL (FL)                | CAN                     | GER                     | JPN                     | JPN Hot                 | NZ                      | US                      | US World                | Продажі                                                                                   |
| ---------- | --- | ----------------------- | ----------------------- | ----------------------- | ----------------------- | ----------------------- | ----------------------- | ----------------------- | ----------------------- | ----------------------- | ----------------------------------------------------------------------------------------- |
| Unforgiven | - Реліз: 1 травня 2023 - Лейбл: Source Music, YG Plus, Geffen - Формат: CD, цифрове завантаження, стриминг | 1                       | 32                      | 63                      | 22                      | 1                       | 1                       | 28                      | 6                       | 1                       | - Південна Корея: 1,500,225 - Японія: 105,094 (Фіз.) - Японія: 3,057 (Циф.) - США: 45,000 |

### Мініальбоми
| Назва                                                                            | Деталі альбому                                                                                              | Пікові позиції у чартах | Пікові позиції у чартах | Пікові позиції у чартах | Пікові позиції у чартах | Пікові позиції у чартах | Пікові позиції у чартах | Пікові позиції у чартах | Пікові позиції у чартах | Продажі                                                                                  | Сертифікації        |
| Назва                                                                            | Деталі альбому                                                                                              | KOR                     | FRA                     | FIN                     | GER                     | JPN                     | JPN Hot                 | US                      | US World                | Продажі                                                                                  | Сертифікації        |
| -------------------------------------------------------------------------------- | --- | ----------------------- | ----------------------- | ----------------------- | ----------------------- | ----------------------- | ----------------------- | ----------------------- | ----------------------- | ---------------------------------------------------------------------------------------- | ------------------- |
| Fearless                                                                         | - Реліз: 2 травня 2022 - Лейбл: Source Music, YG Plus - Формат: CD, цифрове завантаження, стриминг          | 2                       | —                       | 27                      | —                       | 3                       | 1                       | —                       | —                       | - Південна Корея: 506,169 - Японія: 43,166 (Фіз.) - Японія: 2,828 (Циф.)                 | - KMCA: 2× Platinum |
| Antifragile                                                                      | - Реліз: 17 жовтня 2022 - Лейбл: Source Music, YG Plus, Geffen - Формат: CD, цифрове завантаження, стриминг | 2                       | 32                      | —                       | 37                      | 1                       | 1                       | 14                      | 1                       | - Південна Корея: 1,094,694 - Японія: 72,314 (Фіз.) - Японія: 2,807 (Циф.) - США: 27,000 | - KMCA: 3× Platinum |
| «—» релізи, що не потрапили у чарти або не були випущені у відповідних регіонах. | |                         |                         |                         |                         |                         |                         |                         |                         |                                                                                          |                     |

### Сингли
| Назва                                                                            | Рік  | Пікові позиції у чартах | Пікові позиції у чартах | Пікові позиції у чартах | Пікові позиції у чартах | Пікові позиції у чартах | Пікові позиції у чартах | Пікові позиції у чартах | Пікові позиції у чартах | Пікові позиції у чартах | Пікові позиції у чартах | Продажі                                         | Сертифікації                                  | Альбом      |
| Назва                                                                            | Рік  | KOR                     | KOR Songs               | CAN                     | JPN                     | JPN Hot                 | NZ Hot                  | SGP                     | US World                | VIE                     | WW                      | Продажі                                         | Сертифікації                                  | Альбом      |
| -------------------------------------------------------------------------------- | ---- | ----------------------- | ----------------------- | ----------------------- | ----------------------- | ----------------------- | ----------------------- | ----------------------- | ----------------------- | ----------------------- | ----------------------- | ----------------------------------------------- | --------------------------------------------- | ----------- |
| «Fearless»                                                                       | 2022 | 9                       | 4                       | —                       | 1                       | 1                       | 27                      | 7                       | 12                      | 36                      | 69                      | - Японія: 273,870 (Фіз.) - Японія: 6,415 (Циф.) | - RIAJ: 2× Platinum (Фіз.) - RIAJ: Gold (Ст.) | Fearless    |
| «Antifragile»                                                                    | 2022 | 2                       | 2                       | 96                      | —                       | 12                      | 19                      | 5                       | 8                       | 38                      | 38                      | - Японія: 4,972 (Циф.)                          | - RIAJ: Gold (Ст.)                            | Antifragile |
| «Unforgiven» (featuring Nile Rodgers)                                            | 2023 | 2                       | 1                       | 92                      | —                       | 10                      | 7                       | 10                      | 7                       | 50                      | 23                      | - Японія: 6,941 (Циф.)                          |                                               | Unforgiven  |
| «—» релізи, що не потрапили у чарти або не були випущені у відповідних регіонах. |      |                         |                         |                         |                         |                         |                         |                         |                         |                         |                         |                                                 |                                               |             |

### Саундтреки
| Назва     | Рік  | Пікові позиції у чартах | Альбом                           |
| Назва     | Рік  | KOR Down.               | Альбом                           |
| --------- | ---- | ----------------------- | -------------------------------- |
| «Choices» | 2023 | 191                     | 3000 Yen: How to Enrich Life OST |

### Інші пісні у чартах
| Назва                                                                            | Рік  | Пікові позиції у чартах | Пікові позиції у чартах | Пікові позиції у чартах | Пікові позиції у чартах | Альбом      |
| Назва                                                                            | Рік  | KOR                     | KOR Songs               | NZ Hot                  | SGP                     | Альбом      |
| -------------------------------------------------------------------------------- | ---- | ----------------------- | ----------------------- | ----------------------- | ----------------------- | ----------- |
| «The World Is My Oyster»                                                         | 2022 | —                       | —                       | —                       | —                       | Fearless    |
| «Blue Flame»                                                                     | 2022 | 193                     | —                       | —                       | —                       |             |
| «The Great Mermaid»                                                              | 2022 | —                       | —                       | —                       | —                       |             |
| «Sour Grapes»                                                                    | 2022 | —                       | —                       | —                       | —                       |             |
| «The Hydra»                                                                      | 2022 | —                       | —                       | —                       | —                       | Antifragile |
| «Impurities»                                                                     | 2022 | 140                     | 24                      | —                       | —                       | Antifragile |
| «No Celestial»                                                                   | 2022 | 149                     | —                       | —                       | —                       | Antifragile |
| «Good Parts (When the Quality Is Bad but I Am)»                                  | 2022 | 154                     | —                       | —                       | —                       | Antifragile |
| «Fearless» (2023 version)                                                        | 2023 | 181                     | —                       | —                       | —                       | Unforgiven  |
| «Blue Flame» (2023 version)                                                      | 2023 | 199                     | —                       | —                       | —                       | Unforgiven  |
| «No-Return (Into the Unknown)»                                                   | 2023 | 98                      | —                       | —                       | —                       | Unforgiven  |
| «Eve, Psyche and Bluebeard's Wife» (кор. 이브, 프시케 그리고 푸른 수염의 아내)   | 2023 | 94                      | —                       | 28                      | —                       | Unforgiven  |
| «Fearnot (Between You, Me and the Lamppost)» (кор. 피어나)                       | 2023 | 130                     | —                       | —                       | —                       | Unforgiven  |
| «Flash Forward»                                                                  | 2023 | 148                     | —                       | —                       | —                       | Unforgiven  |
| «Fire in the Belly»                                                              | 2023 | 167                     | —                       | —                       | —                       | Unforgiven  |
| «—» релізи, що не потрапили у чарти або не були випущені у відповідних регіонах. |      |                         |                         |                         |                         |             |

## Відеографія

### Музичні кліпи
| Назва                                                      | Рік  | Режисер(и)           | Прим.  |
| ---------------------------------------------------------- | ---- | -------------------- | ------ |
| «Fearless»                                                 | 2022 | Guzza (Kudo)         | [ 76 ] |
| «Antifragile»                                              | 2022 | Soonsik Yang         | [ 77 ] |
| «Impurities»                                               | 2022 | Jihye Yoon (Lumpens) | [ 78 ] |
| «Fearless» (Japanese ver.)                                 | 2023 | Soonsik Yang         | [ 79 ] |
| «Unforgiven» (featuring Nile Rodgers)                      | 2023 | Soonsik Yang         | [ 80 ] |
| «Eve, Psyche & The Bluebeard's Wife»                       | 2023 | Jihye Yoon (Lumpens) | [ 81 ] |
| «Unforgiven» (Japanese ver.) (featuring Nile Rodgers, Ado) | 2023 | Soonsik Yang         | [ 82 ] |
| «Perfect Night»                                            | 2023 | Woogie Kim           | [ 83 ] |

## Фільмографія

### Веб-шоу
| Рік  | Назва                                | Нотатки                                           | Прим.  |
| ---- | ------------------------------------ | ------------------------------------------------- | ------ |
| 2022 | Leniverse                            | Щотижневе вар'єте шоу                             | [ 84 ] |
| 2022 | Le Sserafim — The World Is My Oyster | Документальний серіал про додебютний період гурту | [ 85 ] |
| 2022 | Day Off                              | Реаліті-шоу                                       | [ 86 ] |
| 2023 | Day Off 2 in Jeju                    | Реаліті-шоу                                       | [ 87 ] |

## Нагороди і номінації
| Нагорода                    | Рік  | Категорія                             | Номінант / Робота | Результат | Прим.   |
| --------------------------- | ---- | ------------------------------------- | ----------------- | --------- | ------- |
| Asia Artist Awards          | 2022 | Best Musician Award                   | Le Sserafim       | Перемога  | [ 88 ]  |
| Asia Artist Awards          | 2022 | Rookie of the Year — Music            | Le Sserafim       | Перемога  | [ 88 ]  |
| Asia Artist Awards          | 2022 | DCM Popularity Award — Female Singer  | Le Sserafim       | Номінація | [ 89 ]  |
| Asia Artist Awards          | 2022 | Idolplus Popularity Award — Music     | Le Sserafim       | Номінація | [ 90 ]  |
| Circle Chart Music Awards   | 2023 | Song of the Year — May                | «Fearless»        | Перемога  | [ 91 ]  |
| Circle Chart Music Awards   | 2023 | Song of the Year — October            | «Antifragile»     | Перемога  | [ 92 ]  |
| Circle Chart Music Awards   | 2023 | New Artist of the Year — Digital      | «Fearless»        | Номінація | [ 93 ]  |
| Circle Chart Music Awards   | 2023 | New Artist of the Year — Physical     | Antifragile       | Номінація | [ 93 ]  |
| Genie Music Awards          | 2022 | Best Female Rookie Award              | Le Sserafim       | Номінація | [ 94 ]  |
| Golden Disc Awards          | 2023 | Rookie Artist of the Year             | Le Sserafim       | Перемога  | [ 95 ]  |
| Golden Disc Awards          | 2023 | Digital Song Bonsang                  | «Fearless»        | Номінація | [ 96 ]  |
| K-Global Heart Dream Awards | 2022 | K-Global Best Music Video Award       | Le Sserafim       | Перемога  | [ 97 ]  |
| K-Global Heart Dream Awards | 2022 | K-Global Super Rookie Award           | Le Sserafim       | Перемога  | [ 97 ]  |
| Korea First Brand Awards    | 2023 | Best Rookie Idol (Female)             | Le Sserafim       | Перемога  | [ 98 ]  |
| Korean Music Awards         | 2023 | Rookie of the Year                    | Le Sserafim       | Номінація | [ 99 ]  |
| Korean Music Awards         | 2023 | Best K-pop Song                       | «Antifragile»     | Номінація | [ 99 ]  |
| Korean Music Awards         | 2023 | Best K-pop Album                      | Antifragile       | Номінація | [ 99 ]  |
| MAMA Awards                 | 2022 | Favorite New Artist                   | Le Sserafim       | Перемога  | [ 100 ] |
| MAMA Awards                 | 2022 | Artist of the Year                    | Le Sserafim       | Номінація | [ 101 ] |
| MAMA Awards                 | 2022 | Best Dance Performance — Female Group | «Fearless»        | Номінація | [ 101 ] |
| MAMA Awards                 | 2022 | Best New Female Artist                | Le Sserafim       | Номінація | [ 101 ] |
| MAMA Awards                 | 2022 | Song of the Year                      | «Fearless»        | Номінація | [ 101 ] |
| MAMA Awards                 | 2022 | Worldwide Fans' Choice Top 10         | Le Sserafim       | Номінація | [ 101 ] |
| Melon Music Awards          | 2022 | Best Performance — Female             | Le Sserafim       | Перемога  | [ 102 ] |
| Melon Music Awards          | 2022 | Hot Trend Award                       | Le Sserafim       | Перемога  | [ 102 ] |
| Melon Music Awards          | 2022 | Artist of the Year                    | Le Sserafim       | Номінація | [ 103 ] |
| Melon Music Awards          | 2022 | Best New Artist                       | Le Sserafim       | Номінація | [ 103 ] |
| Melon Music Awards          | 2022 | Netizen Popularity Award              | Le Sserafim       | Номінація | [ 103 ] |
| Melon Music Awards          | 2022 | Top 10 Artist Award                   | Le Sserafim       | Номінація | [ 103 ] |
| Seoul Music Awards          | 2023 | Rookie of the Year                    | Le Sserafim       | Перемога  | [ 104 ] |
| Seoul Music Awards          | 2023 | Popularity Award                      | Le Sserafim       | Номінація | [ 105 ] |
| Seoul Music Awards          | 2023 | Hallyu Special Award                  | Le Sserafim       | Номінація | [ 105 ] |
| The Fact Music Awards       | 2022 | Next Leader Award                     | Le Sserafim       | Перемога  | [ 106 ] |
| The Fact Music Awards       | 2022 | Fan N Star Choice Award (Artist)      | Le Sserafim       | Номінація | [ 107 ] |
| The Fact Music Awards       | 2022 | Four Star Awards                      | Le Sserafim       | Номінація | [ 108 ] |
| The Fact Music Awards       | 2022 | Idolplus Popularity Award             | Le Sserafim       | Номінація | [ 109 ] |

### Списки
| Видавець | Рік  | Список                                      | Місце    | Прим.   |
| -------- | ---- | ------------------------------------------- | -------- | ------- |
| Forbes   | 2023 | 30 Under 30 — Asia (Entertainment & Sports) | У списку | [ 110 ] |

## Нотатки
1. ↑  У гурту відсутні головні та провідні позиції.
2. ↑  «Choices» was pre-released on January 8, 2023, as the soundtrack for the Japanese drama 3000 Yen: How to Enrich Life[69].
3. ↑  Пісня «The World Is My Oyster» не потрапила у Gaon Digital Chart, але посіла 73 місце у Gaon Download Chart[71].
4. ↑  Пісня «Blue Flame» не потрапила у RIAS International Top Charts, але посіла 30 місце у Regional Top Charts[72].
5. ↑  Пісня «The Great Mermaid» не потрапила у Gaon Digital Chart, але посіла 62 місце у Gaon Download Chart[71].
6. ↑  Пісня «Sour Grapes» не потрапила у Gaon Digital Chart, але посіла 64 місце у Gaon Download Chart[71].
7. ↑  Пісня «Sour Grapes» не потрапила у RIAS International Top Charts, але посіла 27 місце у Regional Top Charts[73].
8. ↑  Пісня «The Hydra» не потрапила у Circle Digital Chart, але посіла 41 місце у Circle Download Chart.[74]
9. ↑  Пісня «Good Parts (When the Quality Is Bad but I Am)» не потрапила у RIAS International Top Charts, але посіла 26 місце у Regional Top Charts[75].
10. ↑  The 2023 Korea First Brand Awards selected promising brands that are predicted to lead in the year 2023 based on criteria such as consumption trend analysis, extensive nationwide consumer surveys, and evaluation by experts[98].